# De Havilland DH.104 Dove
El De Havilland DH.104 Dove (‘paloma’ en inglés) fue un avión de pasajeros de corto alcance fabricado en el Reino Unido por De Havilland, siendo el sucesor del biplano Dragon Rapide y uno de los diseños británicos de posguerra de más éxito. El promotor del diseño fue el Comité Brabazon, que buscaba crear un avión comercial de corto alcance de fabricación británica.

## Diseño y desarrollo
En 1944, el equipo de diseñadores de la empresa De Havilland, dirigido por R.E. Bishop, emprendió el proyecto de un nuevo monoplano de ala baja, destinado a reemplazar el biplano de transporte DH.89 Dragon Rapide, que había sido ampliamente utilizado por la RAF y la Armada Real bajo la denominación Dominie.
El nuevo avión estaba construido íntegramente en metal, a excepción de los timones de profundidad y del timón de dirección, recubiertos de tela. La planta motriz consistía en dos motores De Havilland Gipsy Queen que movían hélices de velocidad constante, paso reversible y paso en bandera; el De Havilland DH.104 Dove fue el primer transporte británico que utilizó dichas hélices de paso reversible como ayuda para el frenado. En su configuración estándar podía acomodar de ocho a once pasajeros.
El prototipo realizó su vuelo inaugural el 25 de septiembre de 1945, y muy pronto demostró la eficacia del nuevo diseño. A excepción de una deriva dorsal añadida durante la primera etapa del desarrollo, con el fin de mejorar la estabilidad en vuelo con un solo motor, timones de profundidad rediseñados y un techo abovedado que ampliaba el espacio de la cabina de vuelo, los ejemplares de serie eran similares al prototipo original.
Las variantes de serie del Dove fueron resultado de la incorporación de diversas plantas motrices: los motores Gipsy Queen 71 y 70-3 de 330 hp propulsaron al prototipo y al Dove 1/2 respectivamente; el Dove 1B/2B llevó el Gipsy Queen 70-4 de 340 hp; el Dove 5/6, un Gipsy Queen 70-2 de 380 hp; el Dove 7/8, un Gipsy Queen 70-3 de 400 hp. Algunos Dove convertidos por Riley Aircraft en Estados Unidos bajo la denominación Riley Turbo Executive 400 introdujeron los motores Avco Lycoming IO-720-A1A de 400 hp. Carstedt Inc de Long Beach, California, emprendió un proyecto más ambicioso: sus conversiones iban dotadas de dos Garrett Air Research TPE331 de 605 hp y de un fuselaje alargado que podía acomodar a 18 pasajeros. Este modelo, denominado Carstedt Jet Liner 600, fue suministrado principalmente a Apache Airlines de Phoenix, Arizona.
Al igual que el Rapide, modelo complementado por el Dove (y no reemplazado, ya que continuó siendo utilizado), el DH.104 resultó ser un avión de gran eficacia y popularidad: fueron construidos más de 500 ejemplares antes del cese de la producción, que se produjo en 1967. Cien unidades fueron adquiridas bajo la denominación Devon por numerosas fuerzas aéreas, incluida la RAF, mientras que unos pocos de los llamados Sea Devon fueron suministrados a la Armada Real.

### Producción
En total, se fabricaron 388 Dove civiles, y 127 Devon C.2 y 13 Sea Devon militares.

## Variantes

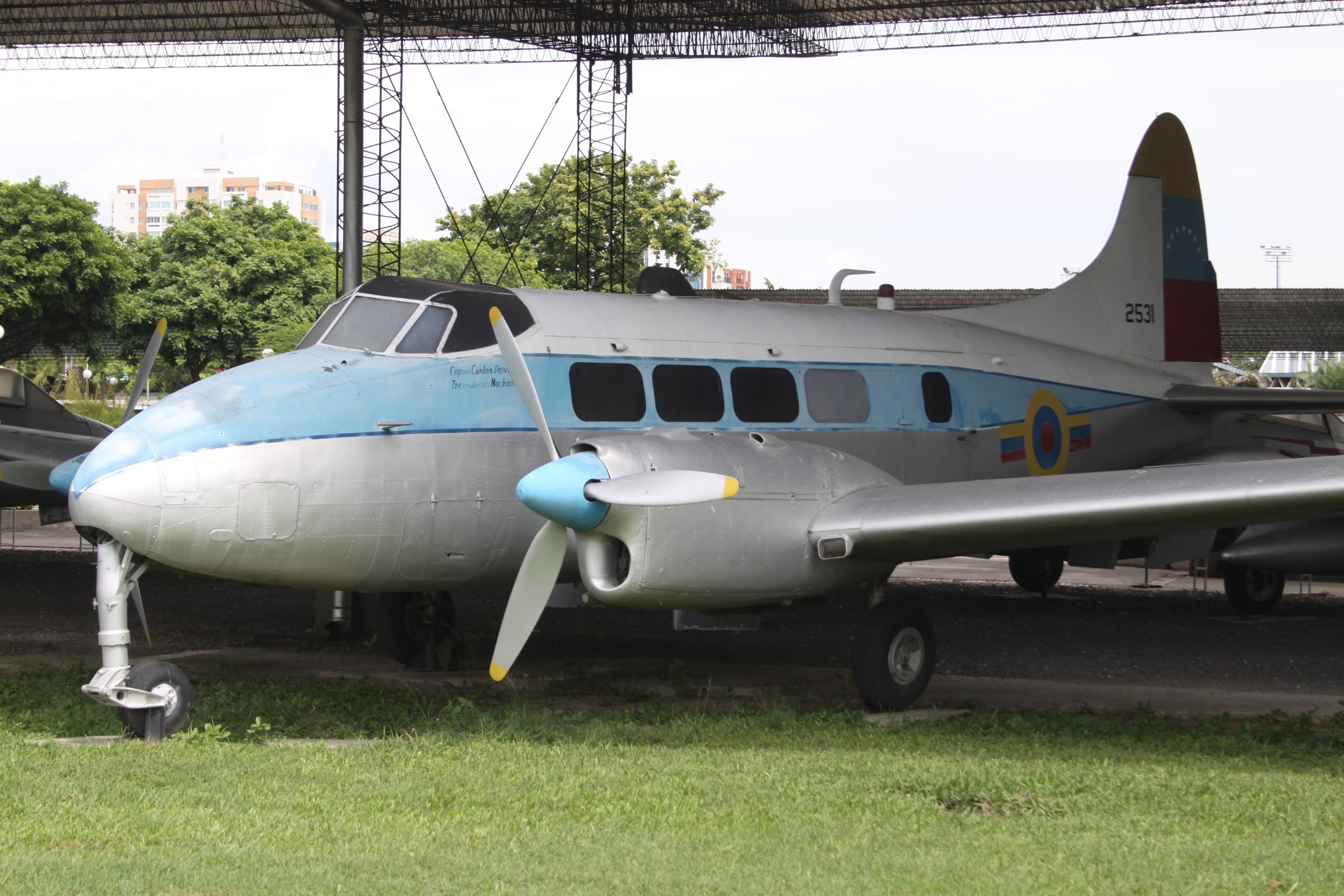
Vista de un de Havilland DH.104 Dove 2A en el Museo Aeronáutico de Maracay, Venezuela.

Dove 1
Versión inicial de serie con capacidad para 11 pasajeros. Propulsado por dos motores Gipsy Queen 70-3 de 250 kW.
Dove 1BMk 1 equipados retrospectivamente con motores Gipsy Queen 70-4 de 283 kW.
Dove 2
Versión de transporte ejecutivo con capacidad para 6 pasajeros propulsada por dos motores  Gipsy Queen 70-3 de 250 kW.
Dove 2BMk 2 equipados retrospectivamente con motores Gipsy Queen 70-4 de 250 kW.
Dove 3
Proyecto de una versión de vigilancia de alta cota (no construido).
Dove 4
Versión militar de transporte y comunicaciones:
Devon C Mk.1versión para la RAF, 39 construidos.
Devon C Mk.2versión remotorizada del Devon C Mk.1 con Gipsy Queen 175 de 300 kW.
Sea Devon C.Mk 20versión para la Armada Real, 13 construidos.
Dove 5
Versión actualizada del Dove 1, de hasta 11 pasajeros, don dos motores de pistón Gipsy Queen 70 Mk2 de 280 kW.
Dove 6
Versión actualizada del Dove 2, de transporte ejecutivo y seis asientos, con dos motores de pistones Gipsy Queen 70 Mk2 de 280 kW.
Dove 6Bmodificación del Dove 6 para operar con un peso máximo de 3900 kg.
Dove 7
Versión actualizada del Dove 5, con motores Gipsy Queen 70 Mk3 de 300 kW.
Dove 8
Versión actualizada del Dove 6, con motores Gipsy Queen 70 Mk3 de 300 kW.
Dove 8AVersión de cinco plazas del Dove 8 destinada al mercado norteamericano, con la denominación Custom Dove 600.
Dove Custom 800
Versión personalizada del Dove, realizada por Horton and Horton en Fort Worth, Texas. Normalmente equipado con mamparos desmontables, había varios interiores personalizados disponibles, incluidas configuraciones orientadas a los aviones de pasajeros.
Carstedt Jet Liner 600
Conversión del Dove realizada por Carstedt Inc. de Long Beach, California, que consiste en un fuselaje más largo para acomodar a 18 pasajeros y dos motores turbohélice Garrett AirResearch TPE331 de 451 kW. Sólo se convirtieron seis aviones antes de que uno de ellos se perdiera debido a un fallo estructural en el aire.
Riley Turbo Executive 400/Riley Turbo-Exec 400/Riley Dove 400
Conversión del Dove realizada por Riley Aircraft en los Estados Unidos, consistente en sustituir los motores originales por dos Lycoming IO-720-A1A de 300 kW.

## Operadores

### Civiles
- Airlines of Western Australia
- Airways (India)
- Apache Airlines
- BOAC
- British Midlands
- Cambrian
- Central African Airways
- Channel Airways
- Hunting Clan Air Transport
- LAN Airlines; tuvo 6 comprados el año 1949
- Olley Air Services
- Morton Air Services
- Sabena
- SATA Air Açores
- Skyways
- South African Airways
- Sudan Airways
- Union of Burma Airways
- West African Airways

### Militares
- Argentina
- Brasil
- Congo Belga
- Egipto
- Etiopía
- Irlanda
- India
- Irak
- Jordania
- Líbano
- Malasia
- Nueva Zelanda
- Pakistán
- Paraguay
- Reino Unido
- Sri Lanka
- Sudáfrica
- Suecia
- Venezuela

## Especificaciones (DH.104 Dove)
Referencia datos: Flight International, Jane's All The World's Aircraft 1966–67, Jane's All the World's Aircraft 1967–68

### Características generales
- Tripulación: Dos
- Capacidad: 8 pasajeros/670 kg
- Longitud: 12 m (39,2 ft)
- Envergadura: 17,4 m (57 ft)
- Altura: 4,1 m (13,3 ft)
- Superficie alar: 31,1 m² (334,8 ft²)
- Perfil alar: raíz:RAF 34 mod (18,3 %); punta:  RAF 34 mod (14,5 %)[21]
- Peso vacío: 2869 kg (6323,3 lb)
- Peso máximo al despegue: 4060 kg (8948,2 lb)
- Planta motriz: 2× motor lineal invertido de 6 cilindros refrigerado por aire De Havilland Gipsy Queen 70 Mk.3.
  - Potencia: 300 kW (414 HP; 408 CV) cada uno.
- Hélices: 1× Hawker Siddeley Hydromatic tripala de velocidad constante abanderable por motor.
- Diámetro de la hélice: 2,29 m
- Peso máximo de aterrizaje: 3856 kg
- Capacidad de combustible: 764 L en cuatro depósitos alares, con provisión de un depósito de 236 L en el compartimiento trasero de equipaje

### Rendimiento
- Velocidad máxima operativa (Vno): 370 km/h (230 MPH; 200 kt)
- Velocidad crucero (Vc): 301 km/h (187 MPH; 163 kt) máximo a 2438 m (8000 pies) y 3856 kg AUW
- Velocidad de entrada en pérdida (Vs): 119 km/h (74 MPH; 64 kt) (flaps y tren abajo)
- Alcance: 1420 km (767 nmi; 882 mi) con combustible a tope, carga de 634 kg, 45 min de espera y 5 % de reserva
- Techo de vuelo: 6600 m (21 654 ft)
- Régimen de ascenso: 5,8 m/s (1136 ft/min) a nivel del mar
- Carga alar: 130 kg/m² (26,6 lb/ft²)
- Potencia/peso: 0,1468 kW/kg (0,0893 hp/lb)
- Carrera de despegue para 15 m (50 pies): 707 m
- Distancia de aterrizaje desde 15 m (50 pies): 582 m

## Aeronaves relacionadas

### Desarrollos relacionados
- De Havilland Heron
- De Havilland Australia DHA-3 Drover

### Secuencias de designación
- Secuencia DH._ (interna de De Havilland): ←  DH.101 - DH.102 - DH.103 - DH.104 - DH.105 - DH.106 - DH.107 →
- Secuencia Trp _ (Aviones de transporte de la Fuerza Aérea Sueca, pre-1940): ← Tp 16 - Tp 24 - Tp 45 - Tp 46 - Tp 47 - Tp 52 - Tp 53 →
- Secuencia Alfanumérica de la Fuerza Aérea Sueca, 1940-presente: ← 39 - 40 - 45 - 46 - 47 - 50 - 51 →